# Alchemilla cartalinica
Alchemilla cartalinica é uma espécie de rosácea do gênero Alchemilla, pertencente à família Rosaceae.